# Fort Bahla
Fort Bahla (Arabisch: قلعة بهلاء; Qal'at Bahla) is een van de vier historische forten bij de stad Bahla (gouvernoraat Ad Dachiliyah), ongeveer 40 km ten westen van Nizwa, in Oman. De stad ligt aan de voet van de berg Djebel Akhdar die deel uitmaakt van de bergketen Djabal Achdar. Bahla staat bekend om zijn rijke geschiedenis, indrukwekkende verdedigingswerken en zijn rol als een belangrijk centrum van handel en ambacht in de middeleeuwen. Het fort is een van de oudste en grootste vestingen in Oman. Het werd in 1987 op de UNESCO Werelderfgoedlijst geplaatst. De muren en torens zijn opgetrokken uit leem in de dertiende en veertiende eeuw. 

## Geschiedenis
Het fort werd gebouwd door de Banu Nebhan, een invloedrijke stam die tussen de 12e en 15e eeuw over de regio heerste. Bahla was in die periode een belangrijk machtscentrum en stond bekend om zijn waterbeheer en keramiekproductie. De stad werd beschermd door een 13 km lange lemen stadsmuur, die ook de dadelpalmoases in de omgeving omsloot. Na de heerschappij van de Banu Nebhan raakte het fort in verval, maar het werd in latere eeuwen gedeeltelijk gerestaureerd. In 1979 werd een provinciekantoor in het fort gevestigd, en in 1987 werd het door UNESCO erkend als werelderfgoed en werden grootschalige restauraties uitgevoerd.

## Architectuur
Het fort is gebouwd van leem en stenen, met indrukwekkende verdedigingswerken die strategisch zijn ontworpen voor bescherming en machtsvertoon. Een belangrijk kenmerk zijn de massieve muren en torens, tot enkele meters dik en voorzien van schietgaten. Verder ook de residentiële en administratieve delen met binnenplaatsen en de woonruimtes. Verder zijn er ook de overblijfselen van een kapel uit de tijd van de christelijke heersers en voor het ontstaan van de islam.

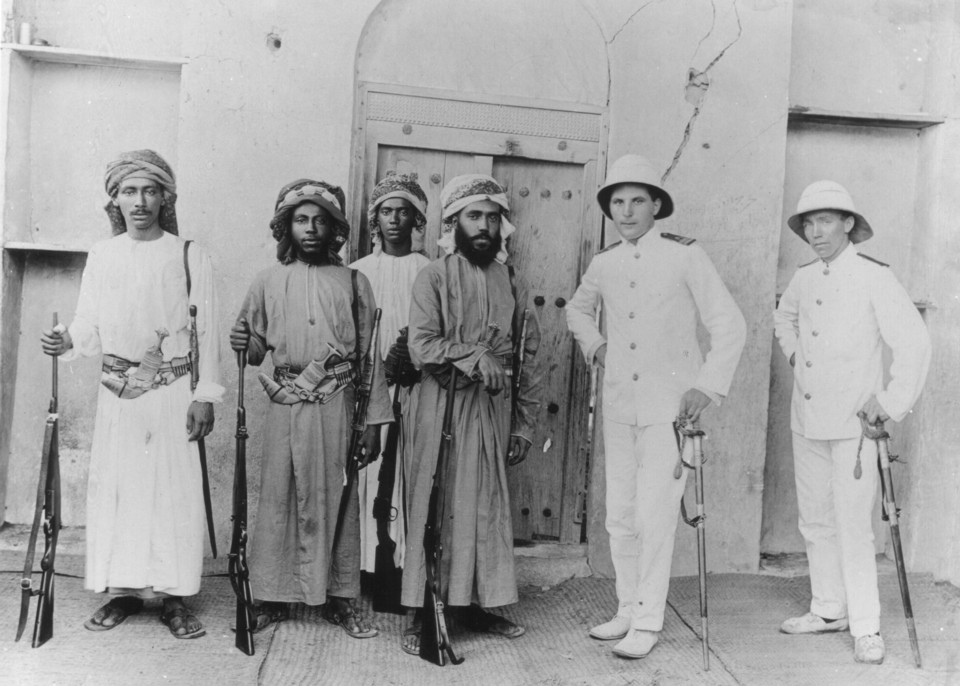
Oude foto in het kasteel (met Heath-Caldwell Cuthbert)
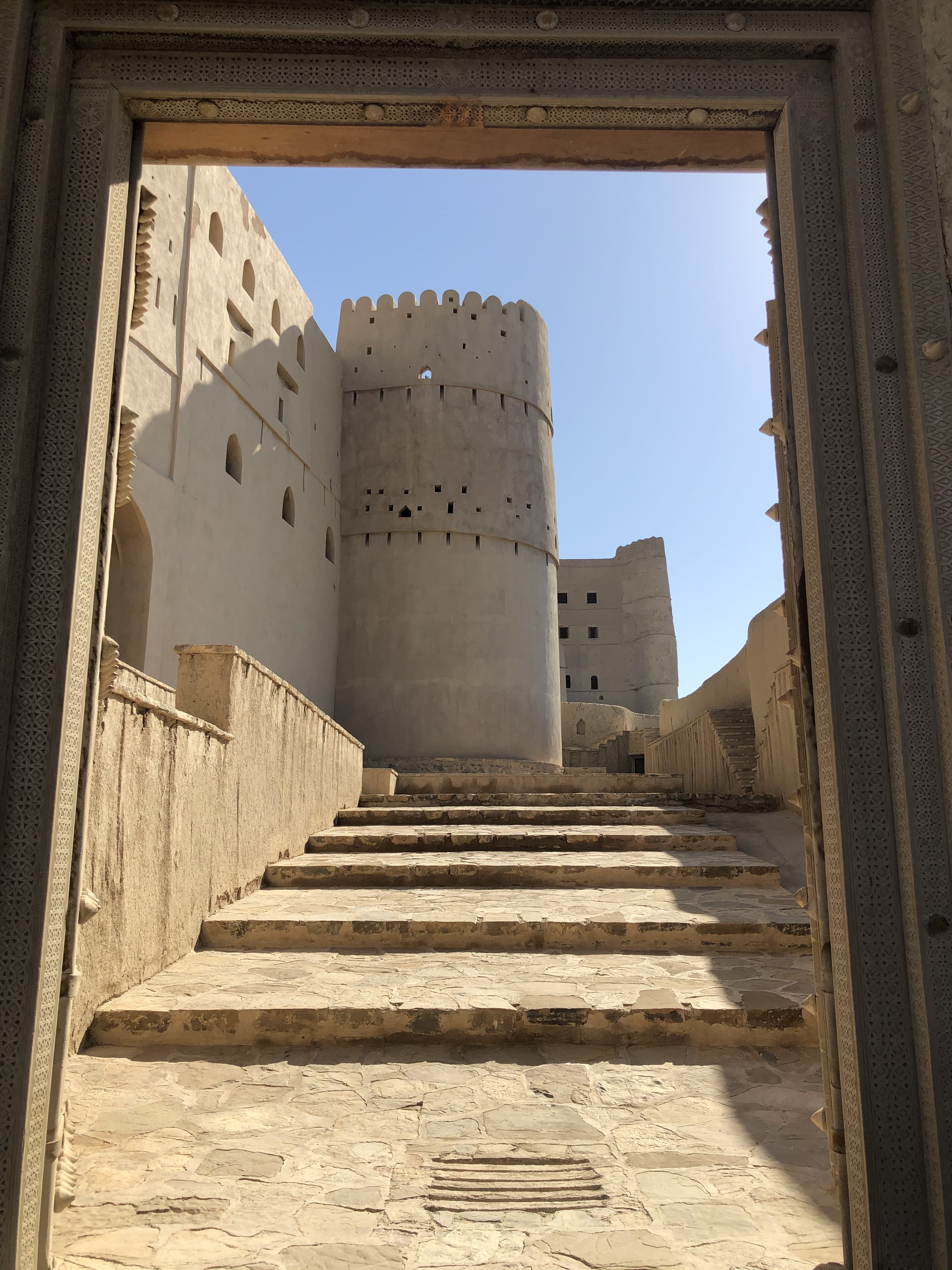
Toren
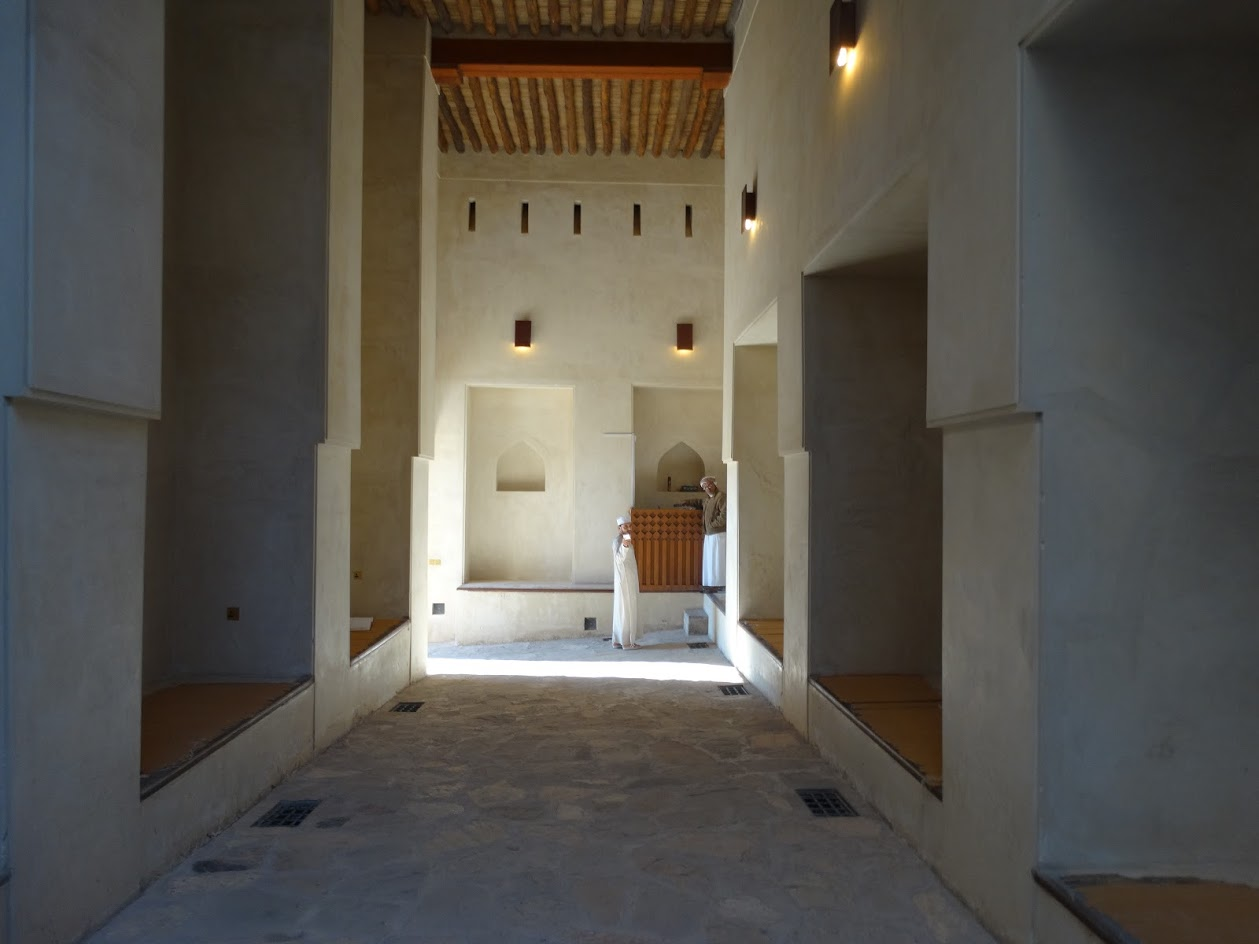
Binnenin
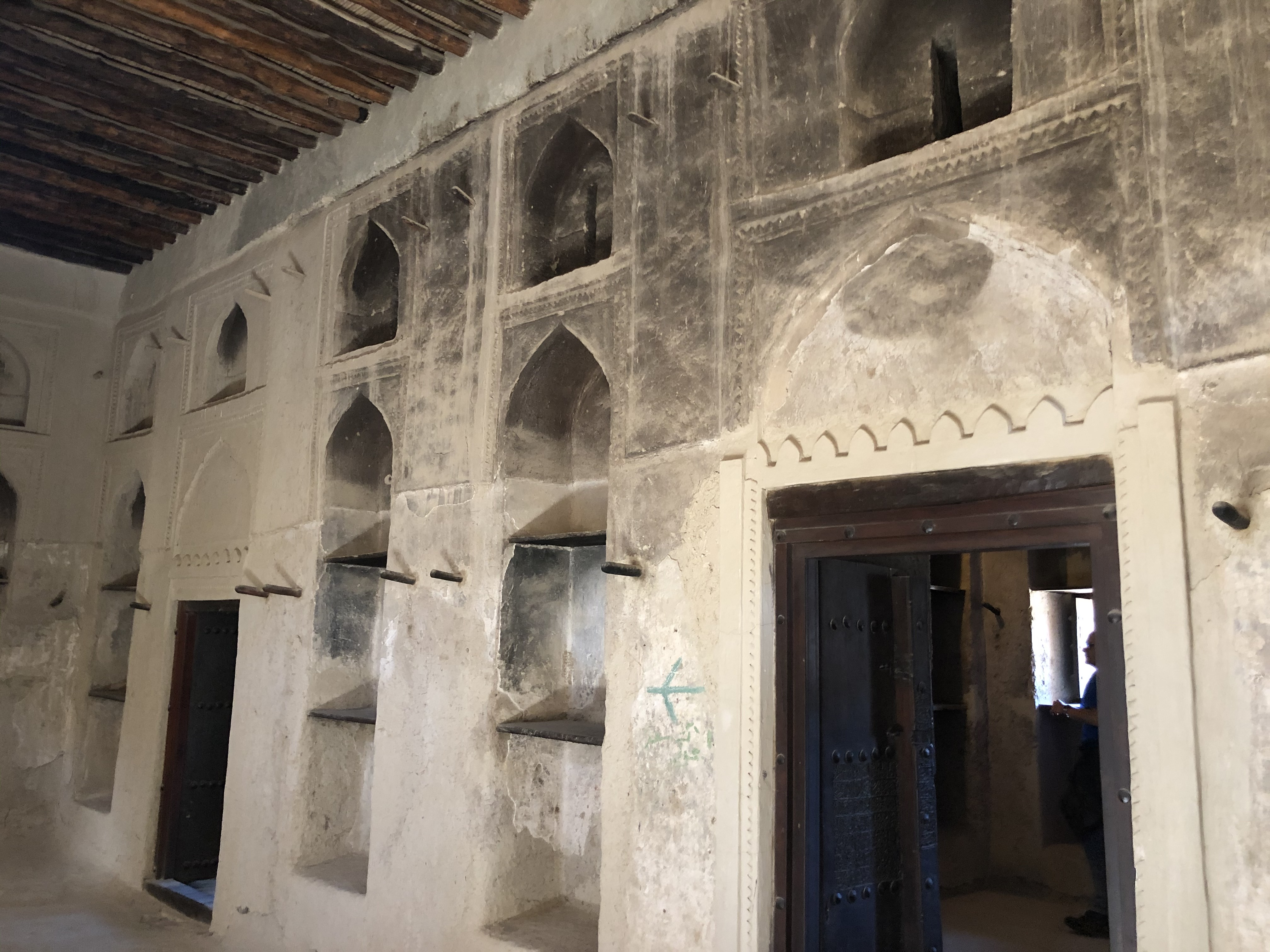
Binnenin
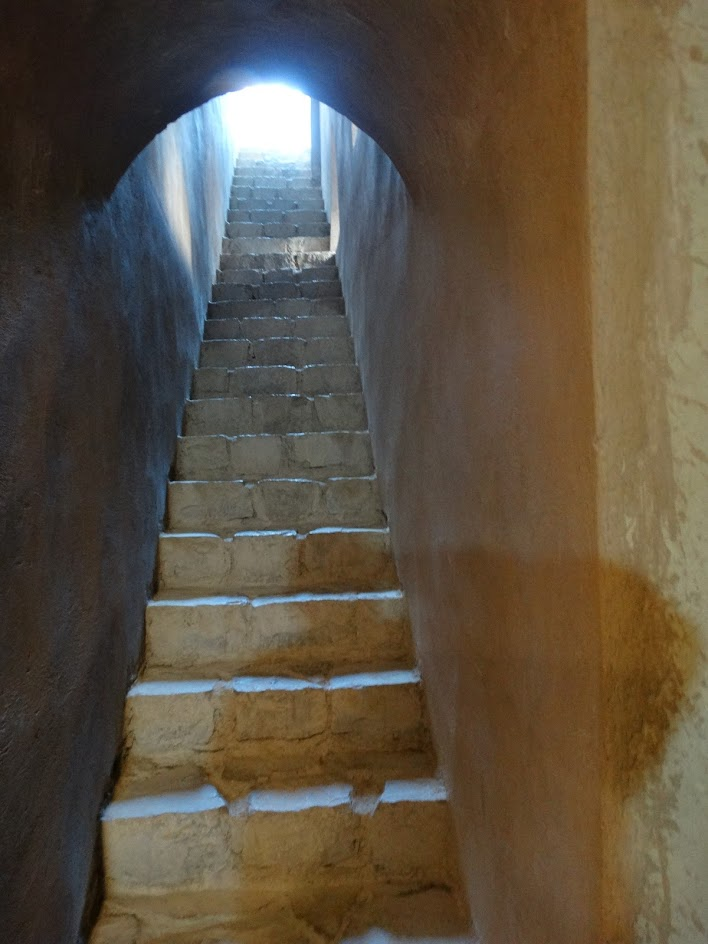
Trap

## UNESCO-werelderfgoed

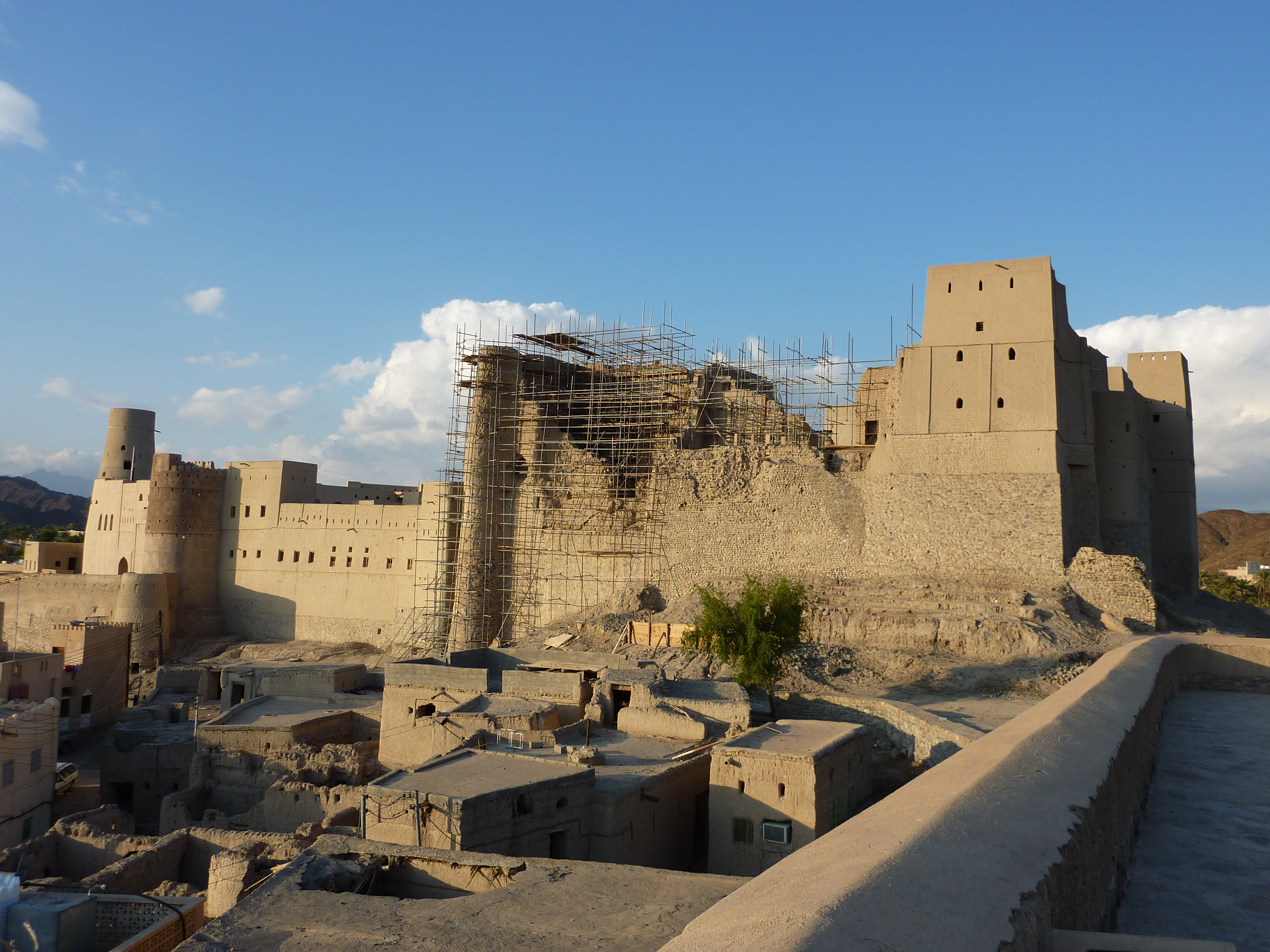
Bahla Fort tijdens de restauratie

Het fort werd in 1987 op de Werelderfgoedlijst van UNESCO geplaatst. Door jarenlange blootstelling aan de weerselementen was het sterk vervallen en stond het lange tijd op de lijst van bedreigd erfgoed. Vanaf de jaren 90 werd een omvangrijke restauratie uitgevoerd, waarbij delen van het fort werden herbouwd en toegankelijk werden gemaakt voor bezoekers. Ondanks deze inspanningen blijft het fort kwetsbaar, en UNESCO blijft de staat ervan monitoren.

## Bezienswaardigheden
Het Fort van Bahla is tegenwoordig een belangrijke toeristische trekpleister in Oman. Bezoekers kunnen door de gangen van het fort wandelen en genieten van het panoramische uitzicht over de oase en de omliggende bergen. Hoewel sommige delen nog steeds gesloten zijn voor het publiek, biedt het fort een fascinerende blik op het verleden van Oman.
Naast het fort zijn er andere historische locaties in de omgeving:
- De Grote Moskee van Bahla is een historisch religieus centrum ten zuiden van het fort, stamt uit de 17e eeuw en is verschillende keren gerestaureerd.
- Restanten van een traditioneel ambachtelijk centrum, met pottenbakkerswerkplaatsen, op ongeveer een kilometer afstand van het fort. Het bevat ook overblijfselen van historische kopersmelterijen.
- Het Fort van Jabrin is een gerestaureerd paleisfort met prachtige muurschilderingen, op slechts 5 km van Bahla.

Fort Bahla · Archeologische plaatsen Bat, Al-Khutm en Al-Ayn · Land van de Olibanum · Aflaj-irrigatiesystemen van Oman · Oude stad Qalhat